# Championnat du monde de lancer de tong
Le championnat du monde du lancer de tong est une compétition organisée annuellement en Gironde à Lacanau sur la plage du Moutchic et dont la première édition a eu lieu en 2003.

## Histoire
Le championnat est lancé en Gironde en 2003 par l’association Lac d’Hourtin.
Le record senior est établi en 2015 par Nicolas Mercier et Ludovic Lambert, et le record junior est établi en 2015 par Julian Basset et Noé Piesse, avec 32,38 mètres pour les juniors et 39,56 mètres pour les seniors.

## Règles
Les règles du championnat du monde de lancer de tong sont les suivantes :
1. Chaque équipe est constituée de deux individus : un lanceur et un receveur.
2. Le lanceur doit projeter avec le pied la tong le plus loin possible et le receveur, situé face à lui, doit l'attraper à la volée.
3. La tong doit être faite d’un matériau souple et doit peser moins de 225 grammes.
4. Le lancer est effectué depuis une zone de lancement désignée.
5. Le lancer est jugé en fonction de la distance parcourue par la tong.
6. Des juges officiels mesurent la distance depuis le point de lancement jusqu'à l'endroit où la tong a été attrapée par le receveur.
7. Les participants dont la tong parcourt la plus grande distance sont déclarés vainqueurs.
8. Le gagnant gagne une tong

## Activités annexes
En plus de la compétition principale, de nombreux événements et activités annexes sont organisés lors de la journée du championnat, créant ainsi une atmosphère festive et conviviale.

## Crise de Covid 19
Pendant la crise mondiale de la Covid-19, qui a sévi à partir de 2020, le championnat du monde de lancer de tong a été contraint de faire une pause forcée. Les restrictions sanitaires et les préoccupations liées à la santé publique ont entraîné l'annulation de l'événement en 2020, 2021 et 2022.